# Echinochloa polystachya
Echinochloa polystachya är en gräsart som först beskrevs av Carl Sigismund Kunth, och fick sitt nu gällande namn av Albert Spear Hitchcock. Echinochloa polystachya ingår i släktet hönshirser, och familjen gräs. Inga underarter finns listade i Catalogue of Life.